# Voile (navire)
Pour les articles homonymes, voir voile.
Ne doit pas être confondu avec Plan de voile.
 (novembre 2022).

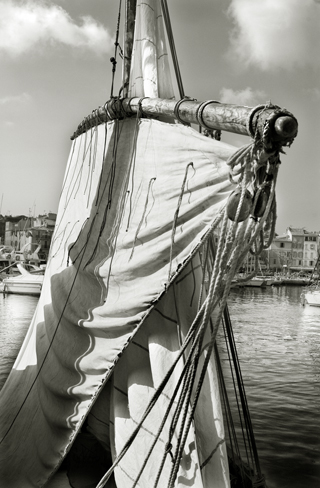
Voile latine

Une voile est un assemblage de pièces de tissu ou de matériaux composites (carbone, kevlar) qui permet à un véhicule d'avancer sous l'action du vent. Sa taille varie de quelques mètres à plusieurs centaines de mètres carrés. On s'en sert non seulement sur des voiliers ou des planches à voile, mais aussi sur des véhicules terrestres (char à voile, voile sur glace).
Le type de voiles employées et leur agencement sur les mâts, vergues ou étais, s'appelle le gréement.
La course au large a stimulé la recherche dans ce domaine comme dans la conception des coques (adjonction de foils, de ballasts).

## Structure

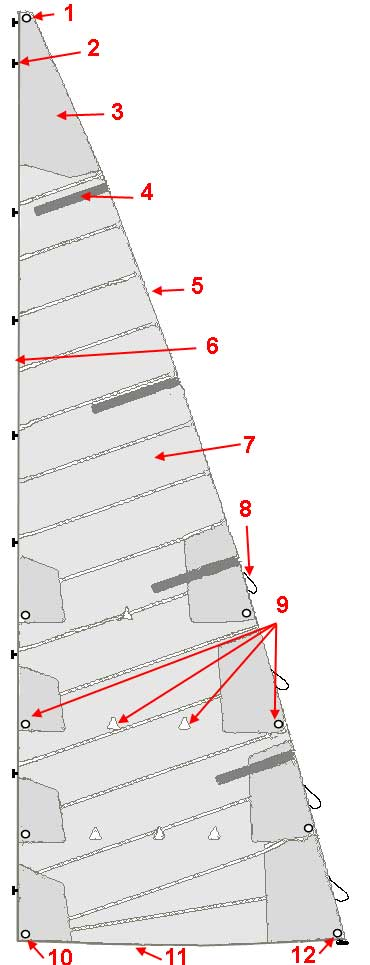
Grand-voile d'un gréement bermudien

Une voile est caractérisée principalement par sa forme, son grammage et le(s) matériau(x) dont elle est composée. 
Les trois angles de la voile (sur une voile à forme triangulaire) ont une appellation spécifique :
- le point de drisse (1) désigne l'angle situé au sommet de la voile une fois celle-ci hissée : c'est l'endroit où la drisse est frappée ;
- le point d'amure (10) désigne l'angle attaché au point fixe du bateau : lorsque la voile est en position, le point d'amure est sur l'avant du bateau ;
- le point d'écoute (12) désigne l'angle de la voile auquel est frappée l'écoute (foc) ou non loin duquel est passée l'écoute (grand-voile).

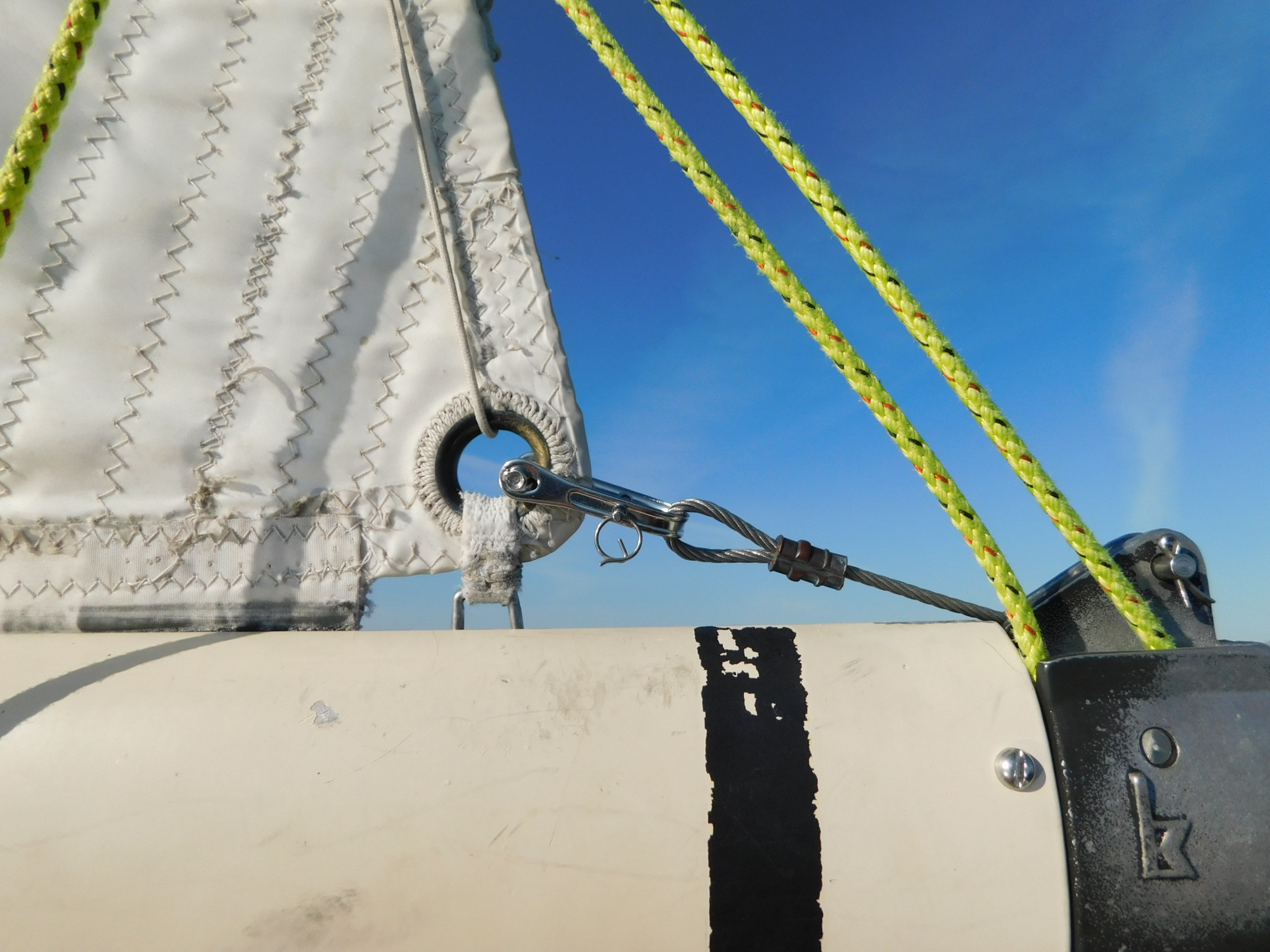
Point d'écoute et hale-dehors

Chacune des extrémités de la voile reçoit un renfort (3) constitué de plusieurs épaisseurs de tissus cousues ensembles parfois renforcées par une structure rigide. La têtière (3) est la partie renforcée de l'extrémité supérieure de la voile. Un œillet situé à chacun des angles permet de fixer la voile au gréement. 
Les côtés d'une voile triangulaire sont :
- la bordure (11), encore appelée l'envergure, car souvent reliée à une vergue (ici la bôme) est le côté de la voile parallèle au pont : c'est le bas de la voile lorsque celle-ci est hissée ;
- le guindant (6) est le côté de la voile solidaire de l'étai (foc) ou du mât (grand-voile) ;
- la chute (5) est le côté de la voile situé vers l'arrière, toujours libre : sa tension est réglée par un nerf de chute (8).

Sur la grand-voile la tension de la bordure (passée dans la bôme) et du guindant  est modulée selon la force du vent. Plus la voile est « étarquée », plus elle est plate et inversement. Ceci permet d'adapter le creux à la pression du vent qui s'exerce sur elle.
Sur la grand-voile (sur les voiles d'avant c'est beaucoup plus rare depuis l'avènement des focs et trinquettes à enrouleurs) on trouve également 2 à 3 bandes de ris (9) — zones horizontales en partie renforcées et comportant des œillets aux extrémités qui sont utilisées pour réduire la surface de la grand-voile lorsque le vent forcit (prise de ris)
Une voile est généralement composée de laizes (7) bandes de tissus cousues, découpées de manière à répartir l'effort en faisant éventuellement varier le grammage et positionner le creux de la voile (une voile n'est pas plate sauf s'il s'agit d'une voile de tempête comme le tourmentin).
Les voiles les plus performantes ne sont plus en textile tissés et cousues, mais elles sont en fibre de carbone ou d'aramide, qui est un composite de fibres polymérisées qui leur donne plus de résistance et de légèreté, la voile ne se déformant pas tout en étant plus légère. Il y a trois fabricants de voiles en fibre de carbone dans le monde : l'américain North Sails, le Français Incidence et le Néo-Zélandais Doyle Stratis
La chute des grand-voiles modernes est arrondie : c'est le rond de chute qui est autorisé par 3 à 4 lattes (4). Sur les voiliers très rapides, la voile peut aussi être complètement lattée, la tension des dites lattes permettant d'obtenir très exactement le profil souhaité. 
Le guindant de la grand-voile est rendu solidaire du mât soit grâce à des coulisseaux (2) fixés à la voile et passés dans la gorge du mât soit grâce à une ralingue (c’est-à-dire un cordage cousu le long de la voile). La bordure de la grand-voile est également tenue par une ralingue ou un/des coulisseau(x) passés dans la gorge de la bôme.
Sur un spinnaker (spi), symétrique par définition, le point de drisse est clair tandis que les deux autres points sont ceux d’amure et d'écoute. Ils peuvent être assujettis par un tangon. Quand le point est côté tangon il est appelé point d'amure, l'autre point est appelé point d'écoute. On les échange au moment de l'empannage.

## Fonctionnement
Le principe de fonctionnement d'une voile dépend de l'allure du navire, c'est-à-dire de la direction du navire par rapport au vent. Une voile travaille de deux façons :
- soit en écoulement attaché qui fait apparaître un phénomène de portance, pour les allures allant du près au largue ;
- soit en écoulement décroché, ainsi qu'une planche que l'on positionnerait perpendiculairement au vent. C'est le mode utilisé aux allures grand-largue et vent arrière.

### Écoulement attaché
Lorsque le navire remonte par rapport au vent, l'écoulement du vent le long de la voile crée une différence de pression entre le côté au vent (intrados) et le côté sous le vent (extrados). 
Une dépression se forme sur l'extrados, ce qui « tire » le navire c'est la portance, et lui permet de remonter au vent. C'est ce même phénomène, appliqué à une aile d'avion, qui lui permet de voler.
On peut considérer une voile en écoulement attaché comme un système chargé de dévier une masse d'air. Tout comme un lanceur de marteau reçoit une force centrifuge en faisant tourner son marteau, la voile reçoit une force proportionnelle à la masse de l'air dévié et à l'angle de déviation. 
La quantité d'air dévié est le produit de :
- la longueur du bord d'attaque (en général, la hauteur du mât) ;
- la vitesse du vent apparent ;
- l'épaisseur de la couche d'air déviée de part et d'autre de la voile.

L'angle de déviation maximum que l'on puisse obtenir est égal à l'angle d'incidence du vent par rapport à l'axe du bateau. Il est en effet contre-productif de border sa voile au-delà de l'axe du bateau.
L'angle effectif de la déviation dépend de la capacité de l'air à suivre le profil de la voile. Si le rayon de la courbe à suivre est trop court, la dépression sur l'extrados devient trop forte, et l'air décroche (a tendance à reprendre la direction du vent). 
Idéalement, une voile a donc un profil courbe, l'avant du profil étant dans l'axe du vent, et l'arrière du profil dans l'axe du bateau. La distance entre le bord d'attaque et le bord de fuite doit être la plus courte possible, afin de limiter les frottements (la traînée), tout en étant suffisamment longue pour répartir la dépression. 
La dépression est d'autant plus forte que la direction forcée du flux d'air s'écarte de l'axe du vent. On peut donc se permettre un rayon de courbure plus élevé à l'avant du profil que vers l'arrière. Il en résulte un profil optimal asymptotique, où le creux se situe au premier tiers du profil.
La quantité de creux (la cambrure) et la position du creux  déterminent le coefficient de portance d'une voile, d'où les nombreux dispositifs qui tendent à influencer ces paramètres. Par exemple pour une grand-voile :
- selon la courbure du mât, on déplace le creux longitudinalement (réglage de pataras) ;
- plus on tire sur le bord d'attaque, plus la voile s’aplatit (tension de drisse, cunningham) ;
- plus on tire la bôme vers le bas, plus la voile s'aplatit  (hale-bas, chariot d'écoute) ;
- des tissus suffisamment rigides évitent que le creux ne se déplace sous différentes forces de vent ;
- les voiles entièrement lattées ont un profil plus stable.

De même qu'en aéronautique, lorsque les écoulements autour de l'aile décrochent, la voilure perd de son efficacité ; les marins soucieux de performances savent qu'une voile développe sa plus grande force lorsqu'elle est proche du décrochement. C'est pourquoi les régatiers modifient sans cesse leurs réglages pour garder leur voile le plus proche possible du décollement, sans pour autant la faire décrocher. Ceci demande une attention constante, car le réglage doit être adapté aux variations de vitesse, de cap, et aux changements du vent. Des brins de laine ou des rubans (faveurs, penons) sont souvent fixés en plusieurs endroits du creux des voiles, afin de matérialiser l'écoulement des filets de vent, et signaler le décrochage.
Afin d'améliorer les performances des voiliers, les architectes de bateaux de course jouent aussi sur la forme du mât (mâts aile), afin d'améliorer encore ces écoulements.
Aux allures du près, la voile exerce une force propulsive tant que son angle par rapport au vent apparent reste suffisamment grand (de l'ordre de vingt degrés). Ceci a pour conséquence qu'il est possible, avec un véhicule offrant une faible résistance à l'avancement, d'aller plus vite que le vent réel. C'est le cas par exemple des planches à voiles, des multicoques, de certains monocoques conçus pour déjauger, et des chars à voiles. Les engins à voile les plus rapides étant les chars à glace capables d'atteindre quatre à cinq fois la vitesse du vent.
La force exercée par le vent sur la voile est à peu près perpendiculaire à la corde du plan de voilure. La composante de cette force qui est parallèle à l'axe du navire est la force propulsive. L'autre composante, perpendiculaire à l'axe du navire, a tendance à le faire dériver, mais peut aussi provoquer une gîte (bande) (le navire penche sur le côté), et peut compromettre dangereusement son équilibre, voire le faire chavirer.
Pour compenser cet effet néfaste, plusieurs stratégies sont utilisées :
- la forme de la coque des navires est étudiée pour contrecarrer la gîte aux faibles angles (stabilité de forme) ;
- la plupart des navires sont  munis d'un lest (quillards, dériveurs lestés, dériveurs intégraux) (stabilité de poids) ;
- les multicoques compensent l'absence de lest par leur largeur ;
- les marins peuvent aussi déplacer des poids (ballast mobile) sur le navire, de manière à l'équilibrer. Lorsque les forces mises en œuvre sont suffisamment faibles (embarcations de petite taille), ils peuvent faire contrepoids avec leur propre corps, et se mettant au rappel, ou au trapèze.

### Écoulement décroché

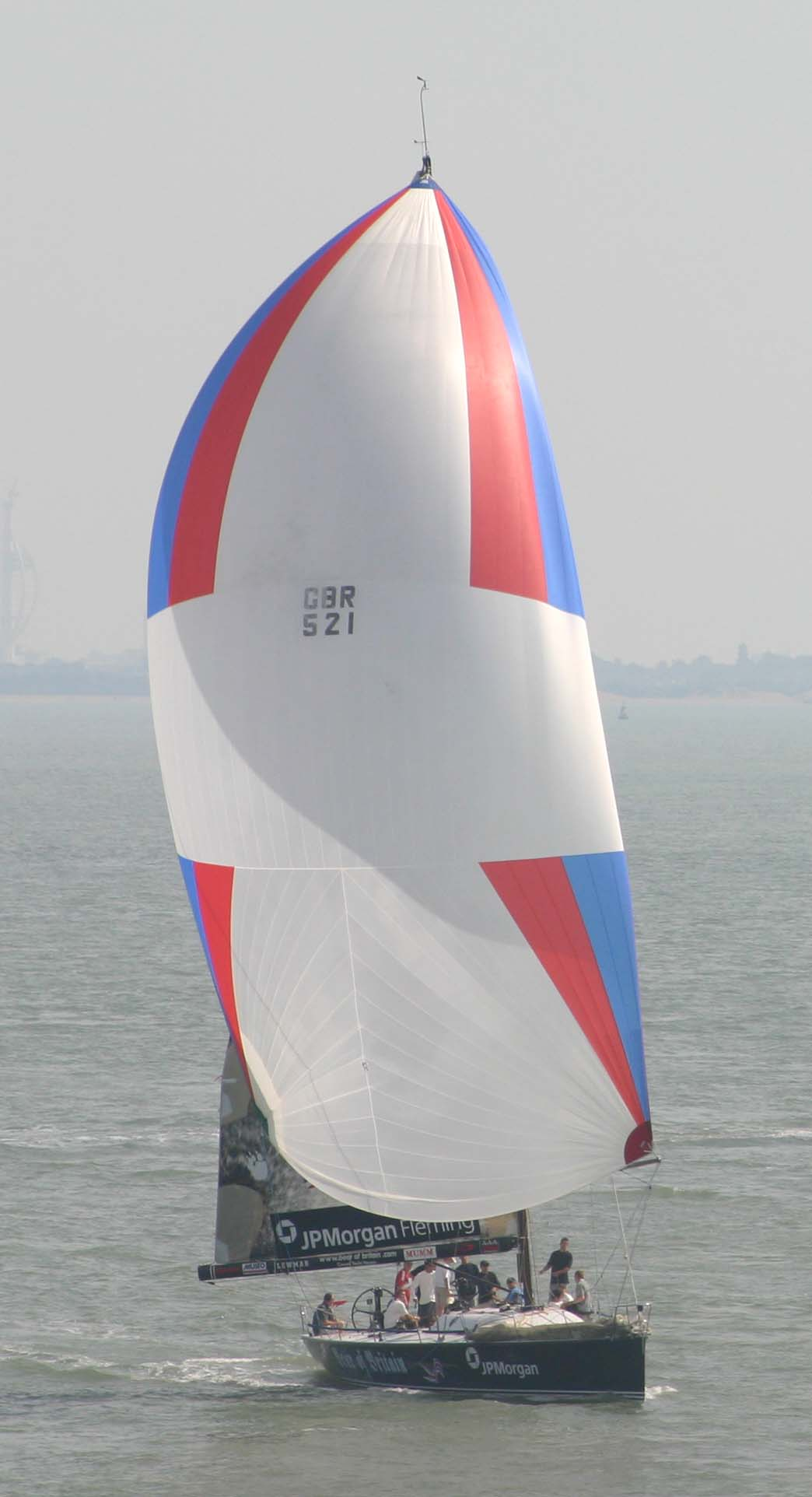
Un voilier sous spinnaker

Lorsque le navire s'éloigne du vent, l'écoulement le long de la voile peut « décrocher ». Le vent pousse littéralement la voile. Pour obtenir une propulsion maximale, il faut alors orienter différemment la voile de manière qu'elle soit perpendiculaire à l'axe du vent. Il faut aussi régler la voile de façon qu'elle soit la plus creuse possible. Des voiles extrêmement creuses ont été conçues à cet effet, telles les spinnakers (ou « spis ») ou les gennakers.
Si le bateau est au vent arrière, la vitesse a tendance à réduire le vent apparent. Ainsi, contrairement à l'intuition, cette allure n'est pas la plus rapide, car il n'est pas possible d'aller plus vite que le vent réel. La façon la plus rapide pour aller à un point sous le vent consiste alors parfois à tirer des bords dans une direction légèrement éloignée de l'axe du vent (grand largue), ce qui augmente le vent apparent.
Aux allures portantes, la force du vent sur la voile a tendance à enfoncer l'avant du bateau. Cela peut être dangereux, particulièrement sur les multicoques, et provoquer un enfournement. La coque sous le vent plonge alors brutalement sous l'eau. Le ralentissement violent qui en résulte peut faire chavirer le bateau sur l'avant (sancir). À grande vitesse, cette allure nécessite une attention soutenue de l'équipage. Pour éviter ces enfournements et aussi lorsque le vent forcit, on déplace le centre de gravité vers l'arrière : déplacement de l'équipage, utilisation de ballasts, par exemple, selon la taille du bateau. On recule et oriente également le centre de poussée vélique (inclinaison ou quête du mât).

## Types de voiles
En fonction de l'époque et du lieu, le type de gréement utilisé varie significativement : celui-ci est caractérisé non seulement par la forme des voiles mais par leur nombre et la nature des parties fixes et mobiles qui permettent de les maintenir en place et de les manœuvrer.
La forme d'une voile ayant d'un point de vue théorique le meilleur rendement en écoulement  est une demi-ellipse verticale dont la base touche la surface de l'eau. Les contraintes de mise en œuvre n'ont permis que très récemment de s'en rapprocher sans avoir à utiliser de nombreux espars et manœuvres courantes dont le poids et le fardage compensent souvent le gain apporté.

## Noms des différentes voiles
La voile située à l'arrière d'un mât unique est nommée grand-voile. Elle peut être à corne ou bermudienne. Dans un gréement classique, les voiles situées à l'avant du mât sont nommées focs. Elles sont nommées selon leur taille et leur coupe (de la plus petite à la plus grande) : tourmentin, solent, foc, foc ou génois inter (entre le génois et le foc), yankee, génois, et reacher (génois très creux). On parlera plutôt de génois quand la bordure descend au plus près du pont, limitant l'échappement de l'air de l'intrados vers l'extrados, le point d'écoute pouvant être amené au-delà du mat vers l'arrière.
Quand plusieurs voiles sont associées en avant du mât, on parle de trinquette pour la première, de focs pour les suivantes. La voile ronde légère et généralement colorée utilisée par vent venant de l'arrière est nommée spinnaker ou spi. Il en existe deux types : les symétriques et les asymétriques. Elle dérive du « foc ballon » qui était utilisé dans les mêmes conditions de navigation, mais avec une manœuvrabilité et une efficacité moindres.
Sur un bateau à voile au tiers, la grand-voile est appelée taillevent.

### Les focs
Cette voile d'avant (et ses déclinaisons en voiles d'étai) est retenue (endraillée) par un câble (souvent un étai) sur son envergure. Elle est amurée à l'avant sur le pont, le bout-dehors ou le beaupré. Elle est intéressante à deux titres : d'une part, ne subissant pas les perturbations aérodynamique dues à un espar rigide elle est efficace malgré sa forme inadaptée et, d'autre part, l'interaction entre son bord de fuite et la dépression provoquée par l'extrados de la voile située en arrière accélère le flux d'air et augmente son rendement, ce qui permet aux allures de près, de bien remonter au vent.
Sur les voiliers anciens, on pouvait en avoir cinq ou six qui portaient les noms de : trinquette, petit foc, grand foc, foc volant, faux foc, clinfoc. De même, des voiles similaires étaient gréées entre les mâts, les voiles d'étai, qui favorisaient la remontée au vent des voiliers à gréement carré.
Sur les voiliers de plaisance modernes, le foc est souvent devenu la plus grande voile du système propulsif. Un voilier de plaisance traditionnel en avait trois ou plus : génois, inter (entre le génois et le foc), foc no 1, foc no 2 et le tourmentin qui servait pendant les forts coups de vent à assurer le maintien du bateau dans le vent et le garder manœuvrant. Pour un même voilier, plus la surface de la voile diminue, plus le grammage de la toile augmente, et moins il y a de creux (coupe de voile).
Maintenant les génois sont souvent pris sur un enrouleur qui sécurise les réductions de voilure. Les spinnakers ou « focs ballons » (apparus vers 1880) sont des très grandes voiles légères utilisées aux allures portantes. Les « tri-radials » ou gennakers sont des intermédiaires, se portant comme un génois mais d'une très grande surface.

## Fabrication
Les voiles à l'ancienne sont fabriquées en forte toile de coton et sont formées de plusieurs largeurs ou laizes cousues côte à côte. Pour la consolider, on la munit d'un ourlet (ou gaine) renforcé par un cordage appelé ralingue. Les cosses aux points hauts, bas, intérieurs et extérieurs, servent à recevoir les cordages ou manœuvres courantes destinées à établir la voile elle-même.
La toile noyale est une toile très forte, servant à fabriquer les grandes voiles de navires à voiles. Ce fut l'un des produits dominant l'essor économique de la période faste de la Bretagne — du XVe au XVIIIe siècle.
Pour les rendre résistantes aux moisissures, intempéries et UV, elles sont régulièrement passées dans un bain chaud appelé tannée ou cachoutage : le traitement est obtenu par décoction de poudres riches en tanin, le meilleur produit étant le cachou, issu d'un arbre exotique. Elles ressortent colorées de tons allant du brun-rouge au marron-noir ; frottées afin de bien les imprégner, elles sont ensuite trempées dans l'eau de mer, le sel agissant comme fixateur. Elles sont ensuite gréées sur le navire où elles sèchent au vent. C'est parti pour environ un an. Les coutures étaient enduites de goudron de pin.
Les voiles modernes sont constituées de fibres synthétiques. Les voiles grand public sont en majorité fabriquées en polyester (ou Dacron). Les voiles  constituées de carbone, Mylar ou de Kevlar sont utilisées pour les compétitions. Ces fibres permettent de diminuer le poids des voiles tout en augmentant leur rigidité, mais elles sont peu résistantes aux UV qui affaiblissent leur souplesse et leur solidité.
Selon une technique récente (3DL), les voiles haut de gamme ne sont plus constituées de panneaux de tissus assemblés par couture, mais d'un seul panneau d'un sandwich film-fibres-film, où les fibres sont positionnées par un robot sur un moule en forme, en privilégiant le sens des efforts, ce qui aboutit à une voile plus légère et un meilleur contrôle des déformations induites par le vieillissement. 
Les voiles sont fabriquées dans des ateliers spécialisés, les voileries, généralement dirigées par des maîtres voiliers qui participent à leur conception et à leur façonnage.

## Montages

### Voiliers modernes
Sur les voiliers modernes les voiles d'avant sont fréquemment installées sur un  enrouleur (ou à emmagasineur) c'est-à-dire qu'elles s'enroulent autour d'un tube pour diminuer leur surface exposée et surtout d'éviter les manœuvres d'affalage. Ce système permet de réduire considérablement le nombre de voiles nécessaires, et de manœuvres pour les gréer.
Grâce à ce dispositif, on n'utilise plus qu'une seule voile d'avant au lieu des quatre ou cinq précédentes : génois, inter (entre le génois et le foc), foc, trinquette, tourmentin. Une voile ainsi réduite est moins efficace qu'une voile entière de surface équivalente. En effet, le centre de voilure se retrouve plus haut et, de plus, la coupe obtenue n'est pas optimale : plus la voile est réduite plus elle devient creuse, alors qu'on souhaiterait avoir une voile plus plate pour naviguer par vent plus fort.
Un système approchant existe aussi pour la grand-voile qui s'enroule cette fois à l'intérieur de la bôme ou du mât, permettant de réduire la toile.
Ces matériels permettent de remplacer mécaniquement l'opération de diminution de toile sur une voile classique qui se nomme prendre un ris, cela simplifie aussi grandement l'opération d'affalage. Le problème est la propension de ces systèmes à se coincer, du fait d'un enroulement défectueux ou de l'action oxydante des sels marins. Les systèmes d'enroulement dans le mât sont cependant relativement répandus, car relativement économiques et faciles d'utilisation surtout sur les grosses unités. Le principal désavantage est alors la perte de surface, du fait de l'absence de lattes et donc de rond de chute.
La voile utilisée de cette manière est soumise à une usure plus rapide que la voile manœuvrée de manière classique : plus de frottements, de mauvaises tensions, accumulation d'une humidité résiduelle, macération due aux sels marins…

### Voiliers traditionnels
Sur les voiliers traditionnels, compte tenu des qualités très différentes des tissus employés avant l'arrivée des matériaux synthétiques, les voiles sont généralement « enverguées » c'est-à-dire fixées en partie haute et/ou basse sur un espar (en bois ou en métal) appelé vergue et qui sert à la déployer.
Dans les voiliers à gréement carré, la vergue étant retenue par le milieu, ses deux extrémités sont dirigées par des bras (bras au vent et bras sous le vent) et les deux angles inférieurs de la voile par des écoutes (sous le vent) et des amures (au vent) qui servent à brasser (régler l'incidence par rapport au vent) la voilure.
Jusqu'au XIXe siècle, les voiles étaient réduites ou ferlées (repliées) par un grand nombre de gabiers (matelots) qui devaient remonter à la main des surfaces importantes de tissu lourd, souvent mouillé, voire gelé ce qui était très difficile et dangereux. Au cours du temps, avec l'augmentation des tonnages des navires et la nécessité d'améliorer la vie à bord des marins, on a progressivement de plus en plus divisé  les surfaces de voile en augmentant le nombre de vergues, notamment sur les basses voiles, les plus grandes, et on a pu simplifier les opérations de réduction en installant des « cargues », cordages qui servent à retrousser les voiles depuis le pont. On les appelle « cargue-point », « cargue-fond » ou « cargue-bouline » selon le point d'attache sur la voile.

## Le tannage des voiles
À bord des navires, voiles et cordages étaient également tannés, afin de lutter contre la pourriture des textiles, qu'il s'agisse de lin, de chanvre ou de coton. En France, cette opération fut longtemps effectuée à base de tan, écorce de chêne moulue et longuement bouillie. Dans le Golfe du Morbihan, connu par ses voiles rouges, on utilisait de l'écorce de pin pilée. À partir de la fin du XIXe siècle, le tan à base d'écorces locales est remplacé par le cachou, qui provient du Areca catechu, un bois exotique, ce qui donna aux voiles leur couleur rouge brun longtemps si caractéristique. À Douarnenez par exemple, les marins en utilisaient une dose plus forte que dans les autres ports, ce qui expliquait la couleur plus sombre des voiles des bateaux de ce port. Des tannages mixtes, à base par exemple de tan et d'ocre mêlés, ou utilisant divers produits locaux, selon les endroits, étaient aussi pratiqués.
Les petites voiles étaient tannées directement dans de grandes cuves qui appartenaient généralement au bistrot où l'équipage faisait escale. Les plus grandes voiles étaient enduites au balai sur le quai ou sur les dunes. Progressivement, après la Première Guerre mondiale, le cachou fut remplacé par de la poudre d'ocre additionnée parfois d'huile de lin, ce qui donna aux voiles une couleur brique intense et un aspect velouté.

## Évolution
On rencontre désormais des voiles gonflables automatisées pour la propulsion des petits voiliers et l'économie de carburant des grands navires.